# Töfsingen
Töfsingen är en sjö i Älvdalens kommun i Dalarna och ingår i Dalälvens huvudavrinningsområde. Sjön har en area på 0,186 kvadratkilometer och ligger 740 meter över havet. Sjön avvattnas av vattendraget Töfsingån. Vid provfiske har lake, röding och öring fångats i sjön.

## Delavrinningsområde
Töfsingen ingår i det delavrinningsområde (690159-132698) som SMHI kallar för Mynnar i Storån. Medelhöjden är 840 meter över havet och ytan är 28,75 kvadratkilometer. Det finns inga avrinningsområden uppströms utan avrinningsområdet är högsta punkten. Töfsingån som avvattnar avrinningsområdet har biflödesordning 3, vilket innebär att vattnet flödar genom totalt 3 vattendrag innan det når havet efter 512 kilometer. Avrinningsområdet består mestadels av skog (57 procent) och kalfjäll (41 procent). Avrinningsområdet har 0,42 kvadratkilometer vattenytor vilket ger det en sjöprocent på 1,5 procent.